# Poppin' Them Thangs
«Poppin' Them Thangs» — другий сингл американського реп-гурту G-Unit з дебютного студійного альбому Beg for Mercy. Перший куплет читає 50 Cent, другий — Ллойд Бенкс, третій — Young Buck.

## Відеокліп
У кліпі гурт бере участь у зустрічі з багатьма лідерами різних банд світу. Наприкінці відео, солдати G-Unit (камео: The Game), приходять переконати босів відступити й погодитися на їхні вимоги. Пізніше показано офіс вигаданої компанії з вантажоперевезень Yayo's Trucking Co., що належить їм. Це є посиланням на учасника колективу, Тоні Єйо, котрий на той час сидів за ґратами.

## Чартові позиції
| Чарт (2003)                               | Найвища позиція |
| ----------------------------------------- | --------------- |
| Велика Британія (Official Charts Company) | 10              |
| Ірландія (IRMA)                           | 11              |
| Нідерланди                                | 17              |
| США (Hot R&B/Hip-Hop Songs) (Billboard)   | 66              |

| «Poppin' Them Thangs» у Nederlandse Top 40 | «Poppin' Them Thangs» у Nederlandse Top 40 | «Poppin' Them Thangs» у Nederlandse Top 40 | «Poppin' Them Thangs» у Nederlandse Top 40 | «Poppin' Them Thangs» у Nederlandse Top 40 | «Poppin' Them Thangs» у Nederlandse Top 40 | «Poppin' Them Thangs» у Nederlandse Top 40 | «Poppin' Them Thangs» у Nederlandse Top 40 | «Poppin' Them Thangs» у Nederlandse Top 40 |
| Тиждень                                    | 1                                          | 2                                          | 3                                          | 4                                          | 5                                          | 6                                          | 7                                          |                                            |
| ------------------------------------------ | ------------------------------------------ | ------------------------------------------ | ------------------------------------------ | ------------------------------------------ | ------------------------------------------ | ------------------------------------------ | ------------------------------------------ | ------------------------------------------ |
| Позиція                                    | 35                                         | 19                                         | 17                                         | 23                                         | 27                                         | 24                                         | 32                                         |                                            |